# Jiří
Jiří [ˈjɪr̝iː] ist ein männlicher Vorname.

## Herkunft und Bedeutung
Jiří ist die tschechische Form des Vornamens Georg. Die weibliche Form des Namens ist Jiřina. Ein Hypokoristikum des männlichen Vornamens ist Jirka. Verkleinerungsformen von Jiří als Kosenamen wäre Jiřík oder Jiříček.

## Namensträger
- Jiří Balík (* 1953), tschechischer Agrarwissenschaftler und Hochschullehrer
- Jiří Bartoška (1947–2025), tschechischer Schauspieler
- Jiří Bělohlávek (1946–2017), tschechischer Dirigent
- Jiří Dienstbier (1937–2011), tschechischer Politiker und Journalist
- Jiří Georg Dokoupil (* 1954), deutsch-tschechischer Maler, Zeichner und Grafiker
- Jiří Dolana (1937–2003), tschechoslowakischer Eishockeyspieler und -trainer
- Jiří Ehrenberger (* 1955), tschechischer, vornehmlich in Deutschland tätiger Eishockeytrainer.
- Jiří Gruša (1938–2011), tschechischer Schriftsteller und Diplomat
- Jiří Holeček (* 1944), tschechoslowakischer Eishockeytorwart
- Jiří Kochta (1946–2025), tschechischer Eishockeyspieler und -trainer
- Jiří Korn (* 1949), tschechischer Sänger, Stepptänzer und Schauspieler
- Jiří Krytinář (1947–2015), tschechischer Schauspieler
- Jiří Kylián (* 1947), tschechischer Balletttänzer und Choreograf
- Jiří Lábus (* 1950), tschechischer Schauspieler, Komiker und Synchronsprecher
- Jiří Lála (* 1959), tschechischer Eishockeyspieler
- Jiří Lehečka (* 2001), tschechischer Tennisspieler
- Jiří Macháček (* 1966), tschechischer Schauspieler, Sänger und Songwriter
- Jiří Mádl (* 1986), tschechischer Schauspieler
- Jiří Menzel (1938–2020), tschechischer Regisseur und Schauspieler
- Jiří Mucha (1915–1991), tschechoslowakischer Schriftsteller, Publizist und Drehbuchautor
- Jiří Němec (* 1966), tschechischer Fußballspieler und -trainer
- Jiří Novák (* 1975), tschechischer Tennisspieler
- Jiří Parma  (* 1963), tschechischer Skispringer
- Jiří Pavlenka  (* 1992), tschechischer Fußballtorwart
- Jiří Pleskot (1922–1997), tschechischer Schauspieler
- Jiří Raška  (1941–2012), tschechoslowakischer Skispringer
- Jiří Růžička (1956–1999), tschechischer Schauspieler und Drehbuchautor
- Jiří Schelinger (1951–1981), tschechischer Rocksänger und Komponist
- Jiří Sovák (1920–2000), tschechischer Schauspieler
- Jiří Štajner (* 1976), tschechischer Fußballspieler
- Jiří Trnka (1912–1969), tschechischer Bildender Künstler, Illustrator, Drehbuchautor und Regisseur animierter Filme
- Jiří Vaněk (* 1978), tschechischer Tennisspieler und -trainer
- Jiří Voskovec (1905–1981), tschechischer Schauspieler und Schriftsteller
- Jiří Vršťala (1920–1999), tschechoslowakischer Schauspieler und Schriftsteller
- Jiří Wolker (1900–1924), tschechischer Dichter
- Jiří Žák (1917–1986), tschechischer Journalist und Schriftsteller